# Passer melanurus
Passer melanurus là một loài chim trong họ Passeridae.
Loài chim này sinh sống ở Nam Phi. Là một loài chim sẻ có kích cỡ trung bình thân dài 14–16 cm, chúng có bộ lông nổi bật, bao gồm cả sọc đầu nhợt ở cả chim trống và chim mái. Màu bộ lông chủ yếu là màu xám, nâu và màu hạt dẻ, và chim trống có một số dấu đậm màu đen và trắng trên đầu và cổ. Loài này sinh sống ở vùng thảo nguyên bán khô cằn, khu vực canh tác, và các thị thị, và kéo dài từ bờ biển trung bộ Angola đến phía Đông Nam Phi và Swaziland. Ba phân loài được phân biệt ở các phần khác nhau trong phạm vi của loài.
Loài chim sẻ này chủ yếu ăn hạt, và cũng ăn phần mềm của cây cối và côn trùng. Chúng thường sinh sản trong nhóm, và khi vào mùa sinh sản chúng tập trung thành các đàn du mục lớn để di chuyển tìm kiếm thực phẩm. Chúng xây tổ trong một cây, một bụi cây, một khoang rỗng, hoặc tổ không được sử dụng của loài khác. Một tổ hình bát điển hình có từ ba hoặc bốn quả trứng, và cả chim bố và chim mẹ đều tham gia vào việc xây tổ và nuôi chim con. Loài chim này là loài phổ biến trong hầu hết phạm vi phân bố và cùng tồn tại thành công trong môi trường sống đô thị với hai loài họ hàng của chúng, Passer diffusus  và sẻ nhà, loài chim được du nhập. Dân số của loài chim sẻ này không được ghi nhận giảm đáng kể và không bị đe dọa nghiêm trọng bởi hoạt động của con người, vì vậy loài này được Liên minh Quốc tế Bảo tồn Thiên nhiên (IUCN) xác định là loài ít quan tâm.